# Monhystera gracilior
Monhystera gracilior är en rundmaskart som beskrevs av Johnston 1938. Monhystera gracilior ingår i släktet Monhystera och familjen Monhysteridae. Inga underarter finns listade i Catalogue of Life.